# Episodi di The Owl House - Aspirante strega (terza stagione)
La terza e ultima stagione della serie animata di The Owl House - Aspirante strega è composta da 3 episodi speciali di 45 minuti circa; il primo è stato trasmesso negli Stati Uniti su Disney Channel il 15 ottobre 2022, il secondo episodio il 21 gennaio 2023, mentre il terzo e ultimo l'8 aprile 2023. In Italia gli episodi sono stati pubblicati su Disney+ rispettivamente il 27 settembre, l'11 ottobre e il 1º novembre 2023.
| n. | Titolo originale      | Titolo italiano     | Prima TV USA    | Pubblicazione Italia |
| -- | --------------------- | ------------------- | --------------- | -------------------- |
| 1  | Thanks to Them        | Grazie a loro       | 15 ottobre 2022 | 27 settembre 2023    |
| 2  | For the Future        | Uniti per il futuro | 21 gennaio 2023 | 11 ottobre 2023      |
| 3  | Watching and Dreaming | Guardare e sognare  | 8 aprile 2023   | 1º novembre 2023     |